# 박정수 (배우)
박정수(1952년 7월 11일 ~ )는 대한민국의 배우이자 방송인이다.
박정수는 1952년 7월 11일에 태어났다. 1972년 연극배우로 데뷔하였고, 같은 해 MBC 5기 공채 탤런트에 합격하였다. 1974년 MBC 연기대상 신인 연기상을 수상하며 공채 동기생 고두심과 함께 큰 주목을 받았으나 데뷔 3년 만인 1975년, 사업가와의 결혼과 함께 연예계를 은퇴하였다.
1989년 말, 남편의 사업이 부도가 나면서 연예계로 복귀하였고, 《폭풍의 계절》, 《이 여자가 사는 법》 등 여러 드라마에서 주요 배역으로 출연하였다. 남편의 사업 실패로 인한 경제적 어려움으로 1997년 이혼을 하였으며, 이후에는 부잣집 시어머니 등 세련된 역할을 주로 맡으며 활발한 연기 활동을 펼치고 있다.
결혼 22년여만이던 1997년에 이혼하였으며, 2008년 10월 이후부터의 동거자는 정을영 PD이기도 하다.

## 학력
- 서울장충초등학교
- 무학여자중학교
- 이화여자대학교병설금란여자고등학교
- 덕성여자대학교 경영학과 (학사)

## 출연작

### 드라마
- 1974년 MBC 일일연속극 《민여사》
- 1974년 MBC 화요연속극 《얼굴》
- 1985년 KBS 아침드라마 《해돋는 언덕》
- 1988년 KBS2 메디컬드라마 《제7병동》
- 1989년 MBC 미니시리즈 《상처》
- 1989년 KBS2 주말연속극 《달빛가족》
- 1991년 MBC 주말연속극 《사랑이 뭐길래》 ... 정숙 역
- 1991년 KBS2 미니시리즈 《가을꽃 겨울나무》
- 1992년 SBS 주말극장 《산다는 것은》 ... 하 여사 역
- 1992년 MBC 청춘드라마 《우리들의 천국 2기》
- 1993년 MBC 수목드라마 《폭풍의 계절》 ... 경옥 모 역
- 1993년 MBC 미니시리즈 《파일럿》 ... 윤미자 역
- 1993년 KBS2 아침드라마 《사랑 그리고 이별》 ... 선주 역
- 1993년 MBC 미니시리즈 《여자의 남자》
- 1994년 SBS 수목드라마  《이 남자가 사는 법》
- 1994년 MBC 미니시리즈 《도전》 ... 광식의 처 역
- 1995년 KBS1 일일연속극 《하늘 바라기》
- 1995년 SBS 주간시트콤 《LA아리랑》
- 1995년 SBS 드라마스페셜 《째즈》 ... 하늘 모 역
- 1995년 MBC 미니시리즈 《사랑을 기억하세요》 ... 윤숙 역
- 1995년 SBS 주말극장 《이 여자가 사는 법》 ... 안우정 역
- 1996년 KBS2 아침드라마 《파리공원의 아침》 ... 차경옥 역
- 1996년 KBS 주말연속극 《첫사랑》 ... 신자 모 역
- 1996년 MBC 미니시리즈 《화려한 휴가》
- 1996년 SBS 드라마스페셜 《8월의 신부》
- 1997년 KBS1 아침드라마 《초원의 빛》
- 1997년 MBC 일일연속극 《세 번째 남자》
- 1997년 MBC 주말연속극 《그대 그리고 나》 ... 시연 모 역
- 1998년 SBS 일일시트콤 《순풍산부인과》
- 1998년 KBS2 미니시리즈 《킬리만자로의 표범》
- 1998년 MBC 아침드라마 《사랑을 위하여》 ... 최순금 역
- 1998년 KBS1 일일연속극 《내사랑 내곁에》
- 1998년 SBS 일일연속극 《서울 탱고》 ... 김애실 역
- 1999년 MBC 창사특별기획 《허준》 ... 유의태 처 역
- 1999년 SBS 미니시리즈 《해피투게더》 ... 수하 모 역
- 1999년 MBC 미니시리즈 《마지막 전쟁》 ... 지수 모 역
- 1999년 KBS 주말연속극 《사랑하세요?》 ... 정인옥 역
- 1999년 MBC 일일연속극 《날마다 행복해》
- 2000년 SBS 드라마스페셜 《줄리엣의 남자》 ... 채린 모 역
- 2000년 KBS 미니시리즈 《눈꽃》 ... 민효선 역
- 2000년 SBS 창사특집극 《은사시나무》
- 2000년 KBS 일일연속극 《좋은걸 어떡해》 ... 오갑진 역
- 2001년 SBS 일일시트콤 《웬만해선 그들을 막을 수 없다》 ... 박정수 역
- 2001년 MBC 미니시리즈 《반달곰 내 사랑》 ... 경애 역
- 2001년 KBS 주말연속극 《아버지처럼 살기 싫었어》 ... 박소이 역
- 2002년 MBC 아침드라마 《내 이름은 공주》
- 2002년 KBS 주말연속극 《내사랑 누굴까》 ... 박경화 역
- 2002년 MBC 아침드라마 《황금마차》 ... 정수미 역
- 2003년 KBS 단막극 《드라마시티 - 디스코의 여왕》 ... 금봉 모 역
- 2003년 KBS 아침드라마 《장미 울타리》 ... 강윤희 역
- 2003년 KBS 주말연속극 《보디가드》 ... 경탁 모 역
- 2003년 MBC 창사특별기획 《대장금》 ... 용신 역
- 2003년 SBS 특별기획 《첫사랑》 ... 서경 모 역
- 2004년 KBS 아침드라마 《아름다운 유혹》 ... 장금실 역
- 2004년 MBC 설날특집극 《굿모닝, 공자》 ... 김혜순 역
- 2004년 MBC 주말드라마 《한강수타령》 ... 박단옥 역
- 2004년 SBS 창사특집극 《홍소장의 가을》 ... 강혜주 역
- 2004년 SBS TV문학상 《짝사랑》
- 2005년 SBS 수목드라마 《홍콩 익스프레스》 ... 신 여사 역
- 2005년 KBS 일일연속극 《별난여자 별난남자》 ... 정나라 역
- 2005년 MBC 가정의달특집극 《봄날의 미소》 ... 대범 모 역
- 2005년 MBC 주말드라마 《결혼합시다》 ... 나영 모 역
- 2005년 SBS 금요드라마 《다이아몬드의 눈물》 ... 인하 모 역
- 2005년 SBS 금요드라마 《비천무》 ... (목소리 출연)
- 2006년 MBC 주말 특별기획 《불꽃놀이》 ... 인재 모, 박진화 역
- 2006년 SBS 아침연속극 《맨발의 사랑》 ... 양 여사 역
- 2006년 MBC 일일시트콤 《거침없이 하이킥!》 ... 해미 모 역(특별출연)
- 2007년 SBS 월화드라마 《사랑하는 사람아》 ... 조영숙 역
- 2007년 MBC 주말 특별기획 《겨울새》 ... 숙자 역
- 2008년 MBC 주말 특별기획 《내 여자》 ... 현민 모, 이순화 역
- 2008년 MBC 주말연속극 《내 인생의 황금기》 ... 김희경 역
- 2009년 SBS 주말극장 《사랑은 아무나 하나》 ... 박애숙 역
- 2009년 MBC 일일연속극 《밥 줘》 ... 선우 모 역(우정출연)
- 2009년 MBC 일일연속극 《살맛 납니다》 ... 나옥봉 역
- 2010년 MBC 창사특별기획 《동이》 ... 명성대비 역
- 2010년 SBS 일일연속극 《세 자매》 ... 박영옥 역
- 2010년 MBC 월화드라마 《역전의 여왕》 ... 나영자 역
- 2011년 MBC 주말드라마 《반짝반짝 빛나는》 ... 진나희 역
- 2011년 SBS 특별기획 《폼나게 살거야》 ... 천연덕 역
- 2012년 SBS 일일연속극 《그래도 당신》 ... 김이현 역
- 2012년 MBC 아침드라마 《사랑했나봐》 ... 안수미 역
- 2013년 MBC 아침드라마 《내 손을 잡아》 ... 나금자 역
- 2013년 SBS 월화드라마 《따뜻한 말 한마디》 ... 추여사 역
- 2013년 MBC 주말 특별기획 《스캔들: 매우 충격적이고 부도덕한 사건》
- 2014년 MBC 주말 특별기획 《마마》 ... 강명자 역
- 2014년 MBC 일일연속극 《소원을 말해봐》 ... 강진희 母 역
- 2014년 MBN 특별기획드라마 《천국의 눈물》 ... 조여사 역
- 2014년 MBC 아침드라마 《폭풍의 여자》 ... 이명애 역
- 2014년 MBC 단막극 《MBC 드라마 페스티벌 - 가봉》 ... 50대 경희 역
- 2015년 SBS 월화드라마 《상류사회》 ... 사모님 1 역
- 2016년 MBC 주말 특별기획 《결혼계약》 ... 윤선영 역
- 2016년 MBC 아침드라마 《좋은사람》 ... 박미선 역
- 2016년 tvN 금토드라마 《굿 와이프》 ... 오정임 역 (특별출연)
- 2016년 SBS 드라마스페셜 《질투의 화신》 ... 화신 모 윤옥희 역
- 2018년 MBC 주말특별기획 《데릴남편 오작두》 ... 박정옥 역
- 2018년 OCN 주말드라마 《라이프 온 마스》 ... 강동철의 장모님 역
- 2019년 KBS2 주말드라마 《세상에서 제일 예쁜 내 딸》 ... 하미옥 역
- 2025년 일더하기 이야기 웹 드라마 《멘탈워리어》
- 2025년 KBS2 주말드라마 《독수리 5형제를 부탁해!》 ... 박정수 역 - 동석의 장모

### 영화
- 1990년 영화 《남부군》 ... 명자 동무 역
- 1991년 영화 《코리언 보이》
- 1992년 영화 《아들과 연인》 ... 하연 역
- 1993년 영화 《아담이 눈뜰 때》 ... 현재 모 역
- 1997년 영화 《체인지》 ... 은비 모 역
- 1998년 영화 《세븐틴》 ... 예진 모 역
- 1999년 영화 《만날 때까지》 ... 최 여사 역
- 2000년 영화 《바르도》
- 2002년 영화 《마법의 성》 ... 지혜 모 역
- 2005년 영화 《역전의 명수》 ... 엄마 역
- 2007년 영화 《경의선》 ... 한나 모 역(특별출연)
- 2007년 영화 《하나카게》
- 2009년 영화 《국가대표》 ... 부잣집 부인 역(특별출연)
- 2023년 영화 《거미집》 ... 오 여사 역

### CF
- 1994년 삼성전자 삼성 커플 텔레비전
- 1994년 동원F&B 동원 소프트 참치
- 1994년 생명보험협회증권
- 1994년 ~ 1995년 일양약품 나폴레온 철력
- 1995년 청호나이스 청호 정수기
- 1996년 일동제약 케노펜
- 1999년 GC녹십자 싸프만
- 1999년 농협쌀아름찬김치
- 2000년 유한크로락스 유한락스플러스세제
- 2000년 드비어스
- 2007년 동국제약 인사돌 (Feat. 이순재, 박준규)
- 2007년 ~ 2008년 동국제약 훼라민큐 (Feat. 견미리)
- 2007년 영양군 영양 빛깔찬 고춧가루
- 2003년, 2007년 ~ 2008년 제일약품 케펜텍 (Feat. 노주현)
- 2012년 ~ 2013년 세노비스 트리플러스
- 2015년 ~ 2020년 하이모 레이디

### 뮤직비디오
- 2001년 원타임 - 어머니

## 방송
- 1994년 MBC 《생활氣체조》 MC
- 1994년 KBS1 《TV교육위원회》 MC
- 1997년 MBC 《고향은지금》 MC
- 1997년 경기방송 《박정수의 감성터치》 DJ
- 1999년 KBS2 《가족오락관》 게스트
- 2007년 스토리온 《다이어트워》 MC
- 2018년 KBS2 《배틀 트립》 여행 게스트
- 2023년 KBS2 《신상출시 편스토랑》 편세프
- 2023년 SBS 《신발 벗고 돌싱포맨》 게스트

독수리 5형제를 부탁해 특별출연

## 저서
- 2005년 《박정수의 이너뷰티》 (이미지BOX)

## 수상
- 1974년 MBC 연기대상 신인상
- 2010년 MBC 연기대상 중견배우 부문 황금연기상 《살맛 납니다》

## 가족
- 배우자: 비공개 및 이름 미상(결혼 1975년, 이혼 1997년)
- 자녀: 2녀